# Martin Fleischmann
Pour les articles homonymes, voir Fleischmann (homonymie).
Martin Fleischmann (né le 29 mars 1927 à Carlsbad (Karlovy Vary) en Tchéquie et mort le 3 août 2012 dans le Wiltshire) est un scientifique britannique. Lui et Stanley Pons sont surtout connus pour avoir annoncé les premiers avoir réussi à réaliser une fusion froide entre du palladium et du deutérium le 23 mars 1989.

## Biographie
Né à Karlsbad  (actuellement Karlovy Vary, Tchéquie), il avait fui le nazisme avec sa famille.
Il étudie à l'Imperial College London où il accède au doctorat en 1951. Il est nommé professeur à l’âge de 40 ans, et devient le principal investigateur (Faraday Chair) d'un large groupe d'électrochimistes à l'Université de Southampton, où il observe pour la première fois l’Effet de Raman (en). La principale force de sa compétence scientifique lui provient de l'étendue de la compréhension des phénomènes physiques.
Le 23 mars 1989 à Salt Lake City, Utah, Martin Fleischmann et Stanley Pons annoncent à la presse la réussite de leur expérience sur la Fusion froide (nom donné plus tard à l'expérience). Après cinq années de recherche ils affirment avoir détecté une réaction suffisamment énergétique pour leur permettre de supposer que l'origine est nucléaire.
Cette expérience s'est produite à température ambiante par électrolyse en utilisant de l'eau lourde comme électrolyte, sans mesure notable de radiations nucléaires. Ceci contredirait la connaissance scientifique actuelle concernant les réactions thermonucléaires.
Ils sont alors attaqués sur la validité de leur expérience. Le gouvernement américain demande au MIT de refaire l'expérience. Mais alors que les expériences échouent dans la reproduction de leur travail, Eugene Mallove constate que les scientifiques chargés de manipuler les données des graphiques des tests de l'expérience sont contraints à démissionner du MIT.
Le principal reproche que fait le monde scientifique à Martin Fleischmann et Stanley Pons est de ne pas avoir respecté le protocole normal d'annonce de leur découverte à la communauté scientifique, à savoir:
1. Expérience et théorie associée,
2. Envoi à une revue scientifique qui vérifie l'expérience (maintenant on procède à la vérification par un scientifique de compétence équivalente),
3. Publication par la revue d'une annonce destinée à encourager d'autres scientifiques à reproduire l'expérience,
4. Annonce officielle à la presse.

Des scientifiques de renom comme les professeurs Julian Schwinger (Prix Nobel de physique 1965) et Brian Josephson (Prix Nobel de physique 1976), ont pris la défense des idées proposées par Martin Fleischmann et Stanley Pons.
À la suite de la débâcle scientifique initiée par leur annonce publique, ils ont tout d’abord trouvé refuge en France à Sophia Antipolis sur la Côte d'Azur entre 1991 et 1993.
Puis Fleischmann a travaillé pour Toyota.
À sa retraite, il continuait à travailler avec des scientifiques anglais, américains et italiens.

### Pour
- (en) Tadahiko Mizuno, Eugene Mallove, Jed Rothwell - Nuclear Transmutation: The Reality of Cold Fusion, 1995  (ISBN 978-1892925008) (Infinite Energy Press)
- (en) Eugene Mallove - Fire from Ice: Searching for the Truth Behind the Cold Fusion Furor, 1991  (ISBN 978-1892925022) (Infinite Energy Press)
- (en) Moray B. King - Quest for Zero Point Energy Engineering Principles for Free Energy, 2002  (ISBN 978-0932813947) (Adventures Unlimited Press)
- (en) Charles G. Beaudette - Excess Heat: Why Cold Fusion Research Prevailed (2d Edition), First edition (May 15, 2000),  (ISBN 978-0967854816), 2002 (Oak Grove Press)
- (en) Steven B. Krivit - The Rebirth of Cold Fusion: Real Science, Real Hope, Real Energy, 2004,  (ISBN 978-0976054580), (Pacific Oaks Press)
- (fr + en) Docteur Jean-paul Bibérian - Condensed Matter Nuclear Science: Proceedings of the 11th International Conference on Cold Fusion: Marseilles, France, 31 October-5 November 2004  (ISBN 978-9812566409), (World Scientific Publishing Company)[3]
- (en) Edmund Storms - Science of Low Energy Nuclear Reaction: A Comprehensive Compilation of Evidence and Explanations about Cold Fusion, 9 juillet 2007  (ISBN 978-9812706201), (World Scientific Publishing Company)
- (fr) Docteur Jean-paul Bibérian - La fusion dans tous ses états, Guy Trédaniel éditeur, octobre 2012, France  (ISBN 978-2-8132-0533-9)[4]
- Electric Power Research Institute

### Contre
- (en) Robert L. Park - Voodoo Science: The Road from Foolishness to Fraud, 2001,  (ISBN 978-0195147100), (Oxford University Press USA; Reprint edition)
- John Maddox - Je crois que cette idée est morte et qu'elle va le rester très longtemps. Source :(Phenomenon: The Lost Archives) (documentaire 1998), de Nature (journal) - Farwell (not fond) to cold fusion